# 新埃登德聖胡安
13°49′N 88°29′W / 13.817°N 88.483°W
新埃登德聖胡安（西班牙語：Nuevo Edén de San Juan），是薩爾瓦多的城鎮，位於該國東部，由聖米格爾省負責管轄，面積63.13平方公里，海拔高度124米，2007年人口4,034，人口密度每平方公里63.9人。